# Comuna Kotovske, Vilșanka
Kotovske (în ucraineană Котовське) este o comună în raionul Vilșanka, regiunea Kirovohrad, Ucraina, formată din satele Kotovske (reședința), Sîniuha și Stepanivka.

## Demografie
Componența lingvistică a comunei Kotovske
     Ucraineană (94,49%)
     Rusă (2,75%)
     Alte limbi (1,1%)
Conform recensământului din 2001, majoritatea populației comunei Kotovske era vorbitoare de ucraineană (94,49%), existând în minoritate și vorbitori de rusă (2,75%) și armeană (1,24%).